# Tepoto do Norte

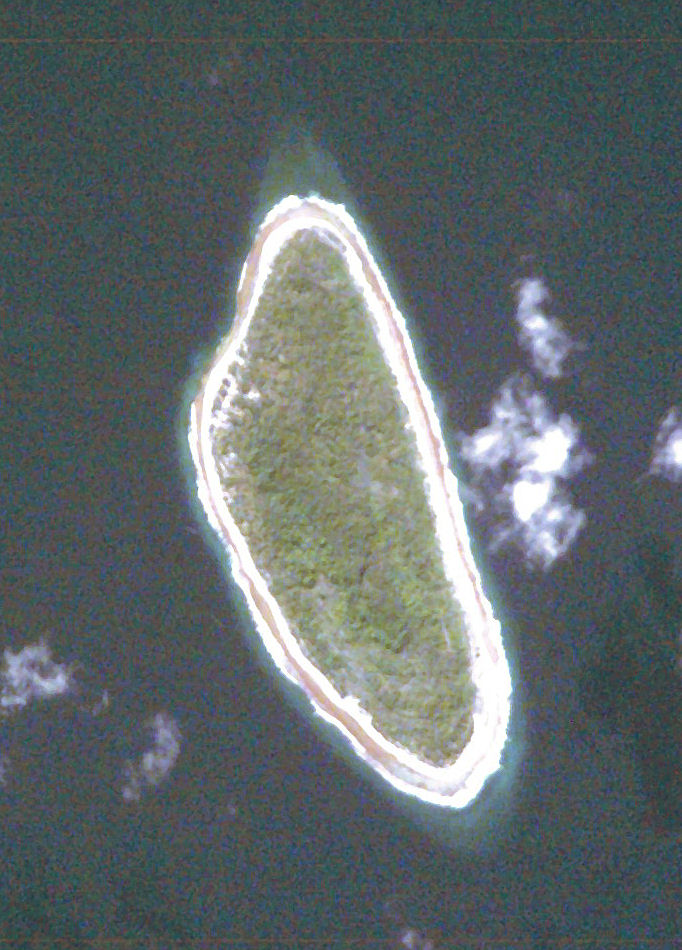
Imagem da NASA do atol de Tepoto do Norte, Polinésia Francesa

Tepoto do Norte (também chamado de Te Poto, Toho ou Pukapoto) é um atol do grupo das ilhas da Decepção, do arquipélago de Tuamotu, na Polinésia Francesa. A principal vila é Tehekega. A superfície total é de 4 km²;.
Segundo o censo de 2002, a sua população é de 54 habitantes, sendo que em 1983 contava com 67 habitantes.

## História
Chama-se Tepoto do Norte para diferenciar-se do atol Tepoto do Sul, também localizado no arquipélago de Tuamotu nas ilhas de Raevski. Foi descoberto pelo inglês John Byron em 1765, mas por ser tão pequeno e isolado teve poucos contactos com o mundo ocidental.

## Administração
Administrativamente é uma comuna associada à comuna de Napuka, situado a 16 quilómetros a noroeste da mesma.